# San Luis del Palmar (kommunhuvudort i Argentina)
San Luis del Palmar är en kommunhuvudort i Argentina.   Den ligger i provinsen Corrientes, i den nordöstra delen av landet, 800 km norr om huvudstaden Buenos Aires. San Luis del Palmar ligger 62 meter över havet och antalet invånare är 15 347.
Terrängen runt San Luis del Palmar är mycket platt. San Luis del Palmar är det största samhället i trakten.
Omgivningarna runt San Luis del Palmar är huvudsakligen savann. Runt San Luis del Palmar är det mycket glesbefolkat, med 6 invånare per kvadratkilometer.